# О бубицама и херојима
О бубицама и херојима је српски филм из 2018. године у режији Петра Пашића. Премијера филма одржана је 24. фебруара 2018. године на 46. Фесту у Дому омладине.

## Радња
У свету пуном страха, где љубав полако измиче и постаје нешто недостижно, срећемо несрећне људе, као што су Раша и његов захтевни, болесни отац. Он живи на ивици егзистенције непосредно пред апокалипсе и постаје чувар старог хотела, где се сусреће са чудним карактерима, са којима је несрећа заједничко стање. Он упознаје Хероја, заробљеног у тренутку прошлости у којем је остао без супруге и детета, он упознаје дечака из сиротишта, који помаже том Хероју да направи филм како би се сетио шта се догодило. Раша такође упознаје дечакову другарицу са којом је побегао из сиротишта, и пре свега Раша упознаје девојку у коју се заљубљује али коју никад неће моћи да има. Сви они воле, и сви они на крају губе своју љубав. У међу времену, у свету испод нас, бубице пролазе кроз сличану борбу за љубав.

## Улоге
| Глумац                     | Улога             |
| -------------------------- | ----------------- |
| Слободан Нинковић          | Херој             |
| Бојан Димитријевић         | Раша              |
| Зоран Цвијановић           | Јован             |
| Илија Пашић                | Дечак             |
| Дуња Ћосић                 | Девојчица дуња    |
| Наташа Војновић            | Медицинска сестра |
| Анкица Миленковић          | Баба              |
| Бранка Петрић              | Жена са шминком   |
| Нада Мацанковић            | Ћерка             |
| Урош Ђурић                 | Власник хотела    |
| Немања Јаничић             | Инспектор         |
| Мара Пашић                 | Балерина          |
| Татјана Стругар Драгојевић | Усвајачица        |